# 壱発ラーメン
壱発ラーメン（いっぱつラーメン）は、有限会社壱発コーポレーションが運営するラーメン店である。東京都八王子市万町にある本店（八王子店）のほか、福生市、神奈川県相模原市にも直営の店舗を構えている。

## 沿革
1984年、創業者の西澤良一が壱発ラーメン本店を開業した。
店舗名は「一からのスタート」「商売で一発当てたい」との理由により名付けられた。
旧本店は7坪という規模でありながら、1995年には1400万円の月商をあげており、外食業界向けの専門新聞に繁盛店として掲載された。1994年には相模原店を開設するなど、複数店舗の展開を行っている。
開店25年にあたる2009年の12月18日に本店が台町（富士森公園前）から、八王子市万町19-1へ移転した。駐車場完備。

## 特徴
「ねぎとろラーメン」「めかとろラーメン」といった名前のメニューが用意されている。「ねぎとろラーメン」には白髪ネギと山芋とろろが、「めかとろラーメン」には芽かぶと山芋とろろが使われるなど、他店ではあまり見かけない具材が揃えられており、メニューによっては麺とスープが覆い隠されるほど大量にトッピングされる。店舗は市街地から外れた場所に立地しており、遠方から車で客が訪れる。
麺
中細麺が160グラム使われる。加水率が低く、茹でる前には表面が乾いている。
スープ
醤油、味噌の2種類。いずれも豚骨がベースとなっており、ゲンコツ、背ガラ、青葱、コンブなどを煮て作られる。コクがあるが臭みや脂っこさは無い。
叉焼
豚の肩ロースを使った柔らかい大判の叉焼。チャーシューメンには、丼を取り囲むように8枚の叉焼が載せられる。
注文システム
食券制が採られており、本店の開業当時から自動券売機が設置されている。店員は、客の入店時に口頭で注文内容を尋ね、食券を受け取る前に調理を始める。

## メニュー
一部のみを記載する。
めかとろねぎチャーシューメン
同店で一番の人気メニュー（2005年時点）。芽かぶ、青森県産の千切りとろろ、山盛りの白髪ネギ、8枚の叉焼、海苔などによって丼が覆われている。「とろ」はマグロのトロではなく「とろろ」を意味している。
だいこんラーメン
叉焼、海苔などのほか、山盛りの千切り大根が載っている。
つけめん
叉焼などの入った温かいスープと、冷たい麺が別々に出される。通年商品となっている。